# Zolotoy klyuchik
Zolotoy klyuchik (em russo:  Золотой ключик) é um filme lançado em 1939 baseado no livro "As Aventuras de Buratino", de Aleksey Nikolayevich Tolstoy. O filme foi dirigido por Aleksandr Ptushko, e é baseado na história de Pinóquio escrita por Carlo Collodi .

## Elenco
- Aleksandr Shchagin como Karabas Barabas (como A. Shchagin)
- Sergey Martinson como Duremar, patife da aldeia (como S. Martinson)
- Olga Shaganova-Obraztsova como Buratino (voz) (como O. Shaganova-Obraztsova)
- Georgiy Uvarov como Papa Carlo (como G. Uvarov)
- Nikolay Bogolyubov como capitão do dirigível (como N. Bogolyubov)
- Mikhail Dagmarov como Giuseppe (como M. Dagmarov)
- Tamara Adelgeym como Malvina (voz) (como T. Adelgeym)
- R. Khairova como Pierrô (voz)
- Nikolai Michurin como Sandro (como N. Michurin)
- Konstantin Nikiforov como mestre de marionetes (como K. Nikiforov)
- V. Pokorskaya como mestre de marionetes
- F. Tikhonova como mestre de marionetes
- Vasiliy Krasnoshchyokov como Policial (Não creditado)
- Georgiy Millyar como palhaço (Não creditado)